# 药水苏属
药水苏属（学名：Betonica）是唇形科下的一个属，为多年生草本植物。该属共有约15种，分布于温带欧洲至近东。